# Bunia
Bunia è una città della Repubblica Democratica del Congo (COD) ed è capoluogo della provincia di Ituri. Nel 2010 il numero di abitanti è stato stimato a 327.837. La città si trova su un altopiano di 1275 m, ed è circa 30 km ad ovest del Lago Alberto, nella Rift Valley e circa 25 km ad est della foresta di Ituri.
La città è al centro della conflitto dell'Ituri fra Lendu e Hema. Durante la Seconda guerra del Congo la città e il distretto sono state teatro di molti scontri e morti fra i civili, oltre che di vere e proprie battaglie fra i miliziani e forze nemiche basate in Uganda. Di conseguenza la città è una centro importante per la MONUC, la missione organizzata dalle Nazioni Unite nel 2000 proprio allo scopo di riportare la pace in quelle travagliate zone dell'Africa. Per la sua importanza, Bunia è il quartier generale di questa missione nel nord-est del Paese. Nell'area sono anche presenti molte e ricche miniere d'oro, spesso utilizzate dalle milizie durante i combattimenti come basi e nascondigli.

## Infrastrutture e trasporti
Le maggiori strade che collegano il nord-est del Congo con Kisangani a ovest e Butembo e Goma a sud passano per Bunia, ma sono malmesse e quasi impercorribili, soprattutto nei periodi successivi alle frequenti piogge.
Bunia è distante solo 40 km dal confine con l'Uganda, aggirando il Lago Alberto, ma non ci sono vie stradali attraverso la Rift Valley che conducano alle vicine città ugandesi di Toro e Fort Portal. È però presente una strada che corre a nord-est verso Arua e Gulu, a nord del lago. Prima che la guerra rendesse le strade impercorribili, questa era la più importante via per il commercio fra il Congo e l'Uganda, così come era la strada migliore per giungere a Juba, nel Sudan, e Bunia era un'importantissima città mercantile, sia per il commercio interno al Paese che per quello con le altre nazioni.
Un tratto progettato della Lagos-Mombasa passa proprio nella zona sud di Bunia, proprio in riferimento all'importanza commerciale della città, per quanto quel tratto della Lagos-Mombasa non esista nel tratto che attraversa la Repubblica Democratica del Congo.
Bunia è collegata al piccolo porto di Kisenye sul Lago Alberto da una strada per camion lunga 60 km e passante per Bogoro, che ha una spettacolare e pericolosa discesa di 600 metri lungo il versante ovest della Rift Valley. A Kisenye è presente un molo lungo 100 m dal quale i mercantili possono giungere a Mahagi-Port, sulla punta settentrionale del lago, a Butiaba, sulla sponda ugandese, e a Pakwach, lungo il Nilo Alberto.

## Conformazione del terreno circostante
Il Monte Hoyo si trova 35 km a sud-ovest di Bunia. Il fiume Shari scorre attorno ai sobborghi nord-occidentali della città. Il fiume Ituri scorre 35 km ad ovest di Bunia. La confluenza fra i due corsi d'acqua avviene 45 km a sud-sudovest di Bunia.

## Curiosità
Nonostante Bunia si trovi all'incirca 170 km a nord dell'Equatore, nel 2006 è stata inclusa in un documentario della BBC denominato "Equator", poiché era uno dei pochi luoghi nel Congo orientale dove la troupe TV sarebbe stata al sicuro, grazie alla presenza del grande contingente ONU della missione MONUC.